# Poveljstvo specialnih operacij Kopenske vojske Združenih držav Amerike
Poveljstvo specialnih operacij Kopenske vojske Združenih držav Amerike (izvirno angleško United States Army Special Operations Command; kratica USASOC ali ARSOC) je poveljstvo Kopenske vojske ZDA, ki nadzoruje vse specialne operacije Kopenske vojske ZDA in je hkrati sestavni del Poveljstva specialnih operacij ZDA, ki nadzira vse specialne sile oboroženih sil ZDA. 
Trenutni poveljnik poveljstva je generalporočnik Jonathan P. Braga.

## Organizacija
- Poveljstvo specialnih sil Kopenske vojske ZDA
- John F. Kennedy Special Warfare Center and School
- 75. rangerski polk
- 160. specialnooperacijski aviacijski polk (zračnoprevozni)
- 4. skupina za psihološke operacije
- 95. brigada za civilne zadeve
- Poveljstvo za podporo specialnih operacij (zračnoprevozno)